# 1879.
◄ | 18. stoljeće | 19. stoljeće | 20. stoljeće | ►
◄ | 1840-ih | 1850-ih | 1860-ih | 1870-ih | 1880-ih | 1890-ih | 1900-ih | ►
◄◄ | ◄ | 1876. | 1877. | 1878. | 1879. | 1880. | 1881. | 1882. | ► | ►►
Arhitektura • Astronomija • Biologija • Film • Fotografija • Glazba • Kazalište • Kemija • Kiparstvo • Knjige • Književnost • Kršćanstvo • Meteorologija • Medicina • Planinarstvo • Politika • Pravo • Promet • Slikarstvo • Šport • Znanost • Željeznički promet

## Događaji
- 7. listopada – Dvojni savez protiv Rusije: Njemačka i Austro-Ugarska sklopile su sporazum kojim se obvezuju na uzajamnu pomoć u slučaju ruskog napada. Pozadina toga obrambenog saveza je strahovanje da će se zbog austrijsko-ruskog rivalstva na Balkanu raspasti Austro-Ugarska Monarhija te da će Rusija pomagati Francusku pri mogućem napadu na Njemačku.
- Datum nepoznat – Wilhelm Wundt osniva prvi laboratorij za eksperimentalnu psihologiju i izdvaja se kao znanost, prije je bila podgrupa filozofije.

## Rođenja

### Siječanj – ožujak
- 1. siječnja – Edward Morgan Forster, engleski književnik († 1970.)
- 5. siječnja – Nina Vavra, hrvatska glumica († 1942.)
- 26. veljače – Branko Vodnik, hrvatski književnik i povjesničar († 1926.)
- 8. ožujka – Otto Hahn, njemački fizičar († 1965.)
- 14. ožujka – Albert Einstein njemački fizičar-teoretičar († 1955.)
- 21. ožujka – Josip Hatze, hrvatski skladatelj i dirigent († 1959.)

### Travanj – lipanj
- 12. svibnja – Milan Marjanović, hrvatski književnik, političar, filmski djelatnik († 1955.)

### Srpanj – rujan
- 5. srpnja – Wanda Landowska, poljska čembalistica i skladateljica († 1959.)
- 3. kolovoza – Alma Mahler, austrijska umjetnica († 1964.)
- 8. kolovoza – Emiliano Zapata, meksički revolucionar († 1919.)
- 15. kolovoza – Ethel Barrymore, američka filmska glumica († 1959.)
- 28. kolovoza – Ramiro Bujas, hrvatski psiholog († 1959.)
- 20. rujna – Victor Sjöström, švedski filmski redatelj († 1960.)

### Listopad – prosinac
- 4. listopada – Albert Botteri, hrvatski oftalmolog, dopisni član HAZU († 1955.)
- 15. listopada – Jane Darwell, američka glumica († 1967.)
- 8. studenoga – Milan Šufflay, hrvatski povjesničar, političar, prevoditelj i književnik († 1931.)
- 10. studenoga – Padraig Pearse, tragični vođa irskog Uskrsnog ustanka 1916. godine († 1916.)
- 15. prosinca – Rudolf von Laban, austrougarski plesač († 1958.)
- 21. prosinca – Josif Visarionovič Staljin, sovjetski političar i državnik († 1953.)
- 30. prosinca – Kamilo Dočkal, hrvatski katolički svećenik češkog podrijetla († 1963.)

## Smrti
- 8. siječnja – Ferdo Livadić, hrvatski skladatelj (* 1799.)
- 9. svibnja – Heinrich August Rudolf Grisebach, njemački botaničar (* 1814.)
- 16. listopada – Sergej Solovjov, ruski povjesničar (* 1820.)
- 5. studenog – James Clark Maxwell, škotski fizičar (* 1831.)

## Vanjske poveznice
|  | Zajednički poslužitelj ima još gradiva o temi 1879. |